# Interzato abbracciato
In araldica il termine interzato abbracciato indica lo scudo abbracciato in cui i tre campi sono di smalto diverso.
Anche in questo caso esistono le due varianti interzato abbracciato a destra e interzato abbracciato a sinistra, a seconda che il campo centrale abbia la base sul fianco destro o su quello sinistro.

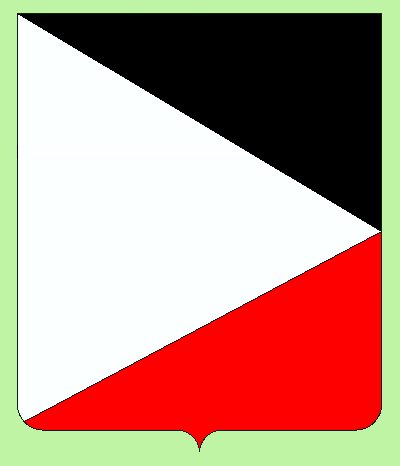
Interzato abbracciato a destra d'argento, di nero e di rosso
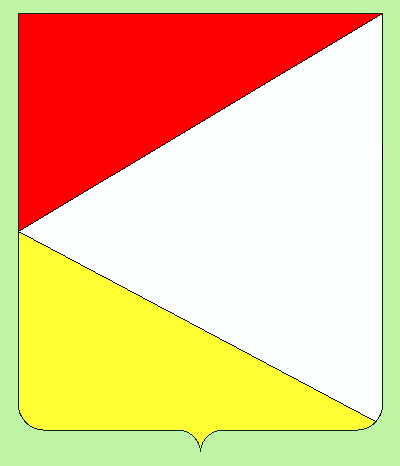
Interzato abbracciato a sinistra di rosso, d'argento e d'oro